# Gustavo Benítez

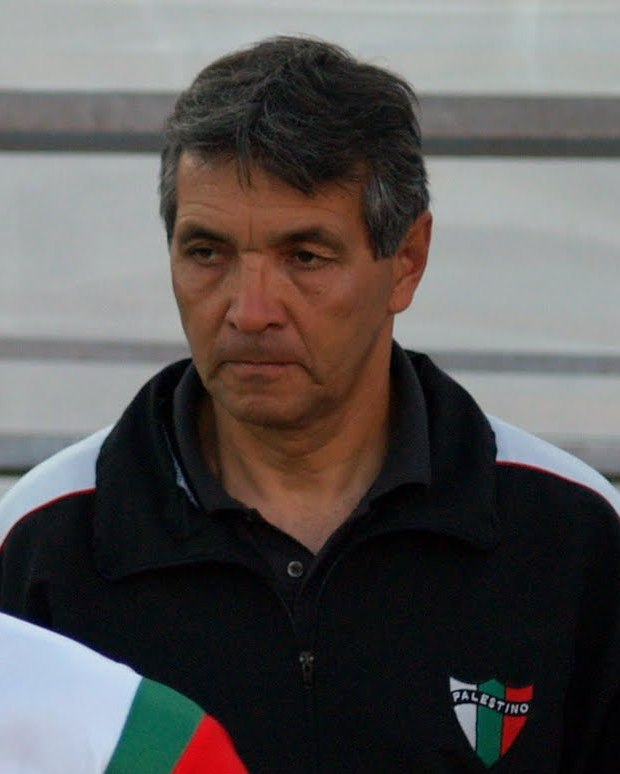
Imagem do Gustavo Benítez

Adolfo Gustavo Benítez Bento (Paraguarí, 5 de fevereiro de 1953) é um ex-futebolista profissional paraguaio, que atuava como meia.

## Carreira
Gustavo Benítez representou a Seleção Paraguaia de Futebol na Copa América de 1975, 1983 e 1987.